# Polyscias maraisiana
Polyscias maraisiana е вид растение от семейство Araliaceae. Видът е критично застрашен от изчезване.

## Разпространение
Видът е ендемичен за горите и крайбрежните райони на остров Мавриций.